# Emiliella drummondii
Emiliella drummondii là một loài thực vật có hoa trong họ Cúc. Loài này được Torre mô tả khoa học đầu tiên năm 1975.